# Чемпіонат світу з біатлону 1989
25-ий чемпіонат світу з біатлону проходив з 7 по 12 лютого 1989 року в Файстриц-ан-дер-Драу, Австрія. Це був перший чемпіонат який проводився спільно для чоловіків та жінок. Також до програми чемпіонату було вперше включено командну гонку.

## Чоловіки

### Індивідуальна гонка
| Медаль | Ім'я           | Країна   | Промахи | Результат | Відставання |
| ------ | -------------- | -------- | ------- | --------- | ----------- |
| 1      | Ейрік Квалфосс | Норвегія | 1       | 58:13,0   | 0,0         |
| 2      | Гісле Фенне    | Норвегія | 0       | 59:20,8   | +1:07.8     |
| 3      | Фріц Фішер     | ФРН      | 2       | 1:00:48,1 | +2:35.1     |

### Спринт
| Медаль | Ім'я           | Країна   | Промахи | Результат | Відставання |
| ------ | -------------- | -------- | ------- | --------- | ----------- |
| 1      | Франк Люк      | НДР      | 0       | 28:08,7   | 0,0         |
| 2      | Ейрік Квалфосс | Норвегія | 1       | 28:14,1   | +5,4        |
| 3      | Юрій Кашкаров  | СРСР     | 0       | 28:32,7   | +24.0       |

### Естафета
| Медаль | Країна                                                            | Штрафи | Результат | Відставання |
| ------ | ----------------------------------------------------------------- | ------ | --------- | ----------- |
| 1      | НДР Франк Люк Андре Земіш Бірк Андерс Франк-Петер Реч             |        |           |             |
| 2      | СРСР Юрій Кашкаров Сергій Чепіков Олександр Попов Сергій Булигін  |        |           |             |
| 3      | Норвегія Гейр Ейнанг Сюлфест Ґлімсдаль Гісле Фенне Ейрік Квалфосс |        |           |             |

### Командна гонка
| Медаль | Країна                                                           | Штрафи | Результат | Відставання |
| ------ | ---------------------------------------------------------------- | ------ | --------- | ----------- |
| 1      | СРСР Юрій Кашкаров Сергій Чепіков Олександр Попов Сергій Булигін | 1      | 59:36,9   |             |
| 2      | ФРН Франц Вуді Герберт Фрітценвенгер Георг Фішер Фріц Фішер      | 2      | 59:44,2   |             |
| 3      | НДР Райк Діттріх Андреас Гейманн Штефан Хоос Андре Земіш         | 1      | 1:01:27,1 |             |

## Жінки

### Індивідуальна гонка
| Медаль | Ім'я              | Країна   | Промахи | Результат | Відставання |
| ------ | ----------------- | -------- | ------- | --------- | ----------- |
| 1      | Петра Беле        | ФРН      | 2       | 1:06:11,2 | 0,0         |
| 2      | Анне Ельвебакк    | Норвегія | 3       | 1:06:31,6 | +20,4       |
| 3      | Світлана Давидова | СРСР     | 3       | 1:07:25,2 | +1:14.0     |

### Спринт
| Медаль | Ім'я                 | Країна   | Промахи | Результат | Відставання |
| ------ | -------------------- | -------- | ------- | --------- | ----------- |
| 1      | Анне Ельвебакк       | Норвегія | 2       | 27:12,3   | 0,0         |
| 2      | Цветана Крастева     | Болгарія | 2       | 27:15,4   | +3,1        |
| 3      | Наталія Приказчикова | СРСР     | 3       | 27:24,8   | +12.5       |

### Естафета
| Медаль | Країна                                                       | Штрафи | Результат | Відставання |
| ------ | ------------------------------------------------------------ | ------ | --------- | ----------- |
| 1      | СРСР Наталія Приказчикова Світлана Давидова Олена Головіна   | 0      | 1:23:15,5 |             |
| 2      | Болгарія Цветана Крастева Марія Манолова Надежда Алексієва   | 0      | 1:25:29,2 |             |
| 3      | Чехословаччина Ева Буресова Іржина Адамічкова Рената Новотна | 0      | 1:26:07,5 |             |

### Командна гонка
| Медаль | Країна                                                                      | Штрафи | Результат | Відставання |
| ------ | --------------------------------------------------------------------------- | ------ | --------- | ----------- |
| 1      | СРСР Наталія Приказчикова Світлана Давидова Луіза Черепанова Олена Головіна | 13     | 1:05:38,8 |             |
| 2      | Норвегія Сіннове Торесен Елін Крістіансен Анне Ельвебакк Мона Боллеруд      | 13     | 1:07:48,0 |             |
| 3      | ФРН Інга Кеспер Даніела Хьорбургер Доріна Піпер Петра Шааф                  | 11     | 1:07:54,1 |             |

## Таблиця медалей
| Місце | Країна         | 1 | 2 | 3 | Всіх |
| ----- | -------------- | - | - | - | ---- |
| 1     | СРСР           | 3 | 1 | 3 | 7    |
| 2     | Норвегія       | 2 | 4 | 1 | 7    |
| 3     | НДР            | 2 | 0 | 1 | 3    |
| 4     | ФРН            | 1 | 1 | 2 | 4    |
| 5     | Болгарія       | 0 | 2 | 0 | 2    |
| 6     | Чехословаччина | 0 | 0 | 1 | 1    |